# Picot sultà de Sri Lanka
El picot sultà de Sri Lanka (Chrysocolaptes stricklandi)
és un ocell de la família dels pícids (Picidae) que habita boscos i manglars de Sri Lanka.